# Ena (タレント)
Ena（えな、本名：榎並 沙知〔えなみ さち〕、1987年3月10日 - ）は、日本のタレント、初代恵比寿マスカッツメンバーである。 
岐阜県出身。趣味：動物とふれあうこと、特技：マッサージ、剣道。
1児の母である。

## 来歴
- 2003年、「第1回国際モードルオーディションORIBE」ファイナリスト
- 2005年、愛知県のプロダクションに所属していたが、2005年末にフェイスネットワークに移籍。
- 2006年、SUPER GTイメージガール 「4☆TUNE」のメンバーとなる。同時期には芸能人女子フットサルチーム「Team Good（後のZENT sweeties）」のメンバーとしても活動していたが、2007年に退所。
- 2007年、アービングに移籍し、芸名を榎並 さちに改名。女優業を目指すも翌年10月退所。
- 2009年、ニューゲートプロダクションに移籍し、川村 えなに改名。同年、恵比寿マスカッツに加入する。
- 2013年7月11日、自身のブログで前月末にニューゲートプロダクションを退所したことを明かした。同時に新ブログ「Ena blog」を開設、Enaに改名。
- 2014年11月11日、結婚と妊娠をブログで発表[1][2]。
- 2015年、第1子を出産した。

## エピソード
- ニューゲート移籍後は同事務所の先輩である川村りかの妹分として売り出されていた[3][4]が、えな自身には姉が2人いる[5]。

## 主な活動

### テレビ
- 恋するフットサル（フジテレビ）
- 激走!GT（テレビ東京）
- おねだり!!マスカット（テレビ東京、2009年4月6日 - 2010年3月29日）
- ホリさまぁ〜ず（TBS、2009年5月12日・19日・2010年1月12日・2月16日・23日）
- キャンパスナイトフジ（フジテレビ、2010年2月19日・3月12日）
- マルさまぁ〜ず （TBSテレビ、2010年5月19日）
- ちょいとマスカット!（テレビ東京、2010年6月9日・8月11日）
- マルさまぁ〜ず（TBSテレビ、2010年9月15日）
- おねだりマスカットDX!（テレビ東京、2010年10月6日 - 2011年9月28日）
- クロヒョウ 龍が如く新章（毎日放送、2010年10月26日）
- ロンブー淳の一攫千金＄ジャックポッド（日本テレビ、2010年11月13日）
- 魁!音楽番付（フジテレビ、2010年12月22日）
- 業界LOVE STORY～だからテレビはおもしろい～（東海テレビ、2011年5月4日）
- めちゃ×2イケてるッ!（フジテレビ、2011年9月17日）
- おねだりマスカットSP!（テレビ東京、2011年10月5日 - 2013年3月30日）
- おとなのびっくりは～いすくーる（日本海テレビ、2011年11月 - 2012年3月）
- おもしろ言葉ゲーム OMOJAN（フジテレビ、2012年5月22日）
- 24時間かすみレディオ（エンタ!371、2012年8月11日 - 12日）※27時間生放送、共演：かすみ果穂
- 24時間かすみレディオの裏側（エンタ!371、2012年9月）
- マスカットナイト（テレビ東京、2015年11月4日・11日）

### mixi×ドラマ
- 普通じゃない。extraordinary

### 舞台
- 僕の東京日記（池袋シアターグリーン、2008年6月）
- 友情 Friendship 〜秋桜のバラード（博品館劇場、2008年9月）

### 雑誌
- Ray
- JELLY
- ヤングサンデー

### 映画
- ローカルボーイズ!（2010年3月19日、グランドラインプロジェクト） - ケイちゃん 役
- 忘れられない、あの夏 （2010年10月2日、ジョリー・ロジャー）- レポーター役
- バカがウラヤマシイ （2010年10月9日、トリウッドスタジオプロジェクト） - 藤子 役

### Vシネマ
- 裏探偵 凛子 黒い誘惑（2010年6月7日、アタッカーズ） - 府川真由美 役
- 引き裂かれた姉妹愛（2010年7月7日、アタッカーズ） - 府川真由美 役
- 最凶ヤン女烈伝～素手喧嘩頂上決戦～（2010年12月3日、シネマファスト）
- 横須賀アウトロー烈伝（2011年3月2日、シネマファスト）
- グラドルヒロイン危機一髪!美少女仮面ワンダーアリス（2011年3月25日、ZENピクチャーズ）
- ネ申アイドル総選挙バトル（2011年8月3日、アルバトロス）

## バラエティ
- 24時間かすみレディオDVD-BOX 上巻（2013年1月16日、ポニーキャニオン）
  - 24時間かすみレディオ開幕戦
  - かすみのまんま前篇
  - 深夜の淀川OG会収録